# Downton Abbey
Downton Abbey je britanska povijesna dramska televizijska serija engleskog glumca, pisca, scenarista i redatelja Juliana Fellowesa. Prvu epizodu prve sezone te serije emitirala je 26. rujna 2010. britanska televizijska mreža ITV. Već sljedeće godine Downton Abbey je ušla u Guinnessovu knjigu rekorda kao najhvaljenija i najnagrađivanija serija u povijesti engleskih televizijskih produkcija. Otkako se uspješnim TV produkcijama dodjeljuje nagrada Primetime Emmy, Downton Abbey je nakon prve dvije sezone najvećim brojem nominacija u povijesti te nagrade zasluženo nadmašila jaku međunarodnu konkurenciju. Do svoje treće sezone postala je i najgledanijom TV serijom u svijetu.

## O seriji
Serija tematizira život engleske plemićke obitelji Crawley i njihove služinčadi na vlastelinskom imanju Downton Abbey u Yorkshireu. Kućanstvo zajedno vode glavni batler Carson i gospođa Hughes, domaćica imanja. Taj posjed je fikcija Juliana Fellowesa, koji je radnju serije smjestio u doba vladavine kralja Đure V. Bogata filmska scenografija i kostimografija – raskošna poput onih u svevremenskim povijesnim filmovima – i u ovoj nam dramskoj TV seriji vjerno dočaravaju to vrijeme. Brige i problemi obitelji Crawley i njihove posluge isprepleteni su s važnim povijesnim događajima i temama poput potonuća Titanica u 1. sezoni, Marconijeva skandala, Prvoga svjetskog rata i pandemije Španjolske gripe u 2. sezoni te zbivanja u Europi i svijetu između dva svjetska rata i oživotvorenje Irske Slobodne Države u 3. sezoni serije. Četvrta sezona, čije će prikazivanje početi u Velikoj Britaniji u rujnu 2013., nastavlja priču iz prethodnih sezona i vodi nas u 1921. godinu: šest mjeseci nakon prometne nesreće u kojoj je poginuo Matthew Crawley, njegova supruga, Lady Mary, još je uvijek žalosna zbog tragičnoga gubitka velike ljubavi svoga života... Hoće li ikada više biti sretna kao s Matthewom, hoće li se možda ponovno zaljubiti, pronaći novoga muža? Što će biti s imanjem Crawleyevih i njihovom obitelji otkrit će nam nove epizode 4. sezone te popularne britanske TV serije.

## Mjesta snimanja
Downton Abbey, dom obitelji Crawley, u seriji nam dočarava dvorac Highclere koji se nalazi u engleskoj grofoviji Hampshire. U tom dvorcu i na imanju oko njega snimani su mnogi prizori na otvorenom, kao i većina unutarnjih, primjerice u sobama i salonima dvorca. Kuhinja, sobe služinčadi i njihove radne prostorije, kao i neke od plemićkih odaja i spavaćih soba „na katu“, sagrađene su u prostorima filmske kompanije Ealing Studios.
Vizure Bamptona, slikovitog sela u grofoviji Oxfordshire, poslužile su kao kulisa za scene na otvorenom, posebice crkva Svete Marije (engl. St Mary’s Church) i seoska knjižnica, koja je dočarala ulaz u lokalnu bolnicu. Scene rovovskog ratovanja u Francuskoj u vrijeme Prvoga svjetskog rata snimane su nedaleko sela Akenham u grofoviji Suffolk.
Serija je snimana na mnogim povijesnim lokacijama i u plemićkim palačama, koje su također poslužile su kao kulise raznim scenama. Primjerice, izmišljeno imanje Haxby Park, koje u 2. sezoni namjerava kupiti Sir Richard Carlisle, u stvarnosti je dvorac Waddesdon Manor u grofoviji Buckinghamshire. U božićnoj epizodi 2012. dvorac Inveraray postao je „dvorac Duneagle“. Greys Court u grofoviji Oxfordshire „odglumio“ je drugo imanje Crawleyevih na koje se obitelj zbog financijskih poteškoća privremeno preselila u 3. sezoni. U istoj su sezoni u dvorcu Lincoln u grofoviji Lincolnshire snimane scene Batesova zatočeništva.
Julian Fellowes je izmišljeno imanje Downton Abbey smjestio u povijesnu grofoviju Yorkshire. Gradovi Easingwold, Kirkby Malzeard, Kirkbymoorside, Malton, Middlesbrough, Ripon, Richmond, Thirsk i York, koje u pojedinim epizodama spominju protagonisti serije, danas su dio grofovije Sjeverni Yorkshire, dok Leeds pripada Zapadnom Yorkshireu. Nagađajući o postojanju Downton Abbeya, jorkširski su ga mediji smještali u povijesni prostor između gradova Easingwold, Ripon i Thirsk.

## Produkcija
Britanski TV producent Gareth Neame želio je snimiti televizijsku dramu čija bi radnja pratila događaje na izmišljenom vlastelinskom imanju u t.zv. post-edvardijanskoj eri, odnosno povijesnom vremenu i događajima u Engleskoj nakon smrti kralja Edvarda VII. 1910. Svoju je ideju obznanio Julianu Fellowesu, koji je tada već bio nagrađen Oscarom za najbolji originalni scenarij za film Gosford Park Roberta Altmana. Fellowes se u početku nećkao jer nije želio opet raditi projekt sličan Altmanovu Gosford Parku, ali se za nekoliko tjedana ipak javio Neameu i pokazao mu prve skice scenarija. A kad se krenulo u realizaciju samog projekta, poslije je čak nazočio i snimanjima te pazio na brojne detalje kako bi serija doista vjerno prikazala ljude, povijesna zbivanja i običaje. Laura Mackie, ravnateljica dramskog programa ITV-a, jednom je prigodom potvrdila oduševljenje producenata serije »što su uspjeli okupiti tako sjajnu glumačku postavu za Downton Abbey.« Također je izjavila »da činjenica što su privukli neka od najboljih britanskih glumačkih imena svjedoči o kvaliteti izvrsnog scenarija Juliana Fellowesa i cjelokupnog produkcijskog tima.«

### Glazbena izdanja
Nakladnička kuća Decca je u rujnu 2011. objavila prvi nosač zvuka jednostavno nazvanog Downton Abbey s originalnom glazbom Johna Lunna iz istoimene TV serije. Na tom CD-u, ukupnog trajanja cca. 55 minuta, nalazi se 16 instrumentalnih glazbenih brojeva i tri pjesme. Jedna od njih je i naslovna pjesma Did I Make the Most of Loving You?, koju je John Lunn skladao na stihove Dona Blacka. Tu je pjesmu uz pratnju Londonskoga komornog orkestra (The Chamber Orchestra of London) otpjevala i snimila britanska pjevačica Mary-Jess Leaverland. Druge dvije su popularne pjesme s početka 20. stoljeća – If You Were the Only Girl in the World  (Da si jedina djevojka na svijetu) i Roses of Picardy (Pikardijske ruže): njih je uz glasovirsku pratnju otpjevao engleski tenor Alfie Boe. Godinu dana poslije prvog albuma, Decca je objavila i drugu kompilaciju pod nazivom Downton Abbey – The Essential Collection. Na tom CD-u, ukupnog trajanja cca. 71 minutu, objavljeni su neki od instrumentalnih glazbenih brojeva s prethodnoga izdanja te također i naslovna pjesma Did I Make the Most of Loving You? u izvedbi Mary-Jess Leaverland. Umjesto pjesama u izvedbi Alfiea Boea, na ovoj su kompilaciji svoje mjesto pronašle tri novije uspješnice:  I’ll Count The Days  (stihovi: Don Black, glazba: John Lunn) u izvedbi Rebecce Ferguson te popularne With or Without You i Every Breath You Take u izvedbi belgijskog ansambla La Scala & Kolacny Brothers. O izazovu skladanja glazbe za TV seriju Downton Abbey John Lunn je u razgovoru s novinarkom Maggie Barry izjavio: »Glazbom morate ispričati priču, morate njome pokušati prenijeti osjećaje vezane uz razna zbivanja. Mnogo je toga u glazbi za Downton Abbey vezano uz međuljudske odnose.«
U istom je razgovoru otkrio i kako ga je za naslovnu temu TV serije inspirirala glazba Jamesa Browna. 2012. John Lunn je dobio i nagradu Primetime Emmy u kategoriji za najbolju originalnu glazbu skladanu za TV seriju (Original Dramatic Score).

### DVD i Blu-ray izdanja
Osim u Velikoj Britaniji (vidi tablicu), serija je na DVD i Blu-ray diskovima objavljena 11. siječnja 2011. u Sjedinjenim Američkim Državama, 22. lipnja 2011. u Novom Zelandu i 4. kolovoza 2011. u Australiji. Australska i novozelandska izdanja imaju i posebni bonus disk koji sadrži razgovore s glumcima, dokumentarne reportaže o mjestima snimanja, zbivanjima iza kamere, odnosima „slugu“ i „gospodara“ i slično. 16. rujna 2011. – dva dana prije britanske premijere druge sezone serije – internetska tvrtka Amazon.com objavila je da je DVD izdanje prve sezone Downton Abbeya najprodavanije izdanje svih vremena te da je tolikom popularnošću nadmašilo i iznimno gledane američke TV serije Žica, Obitelj Soprano i Prijatelji.